# 内接円

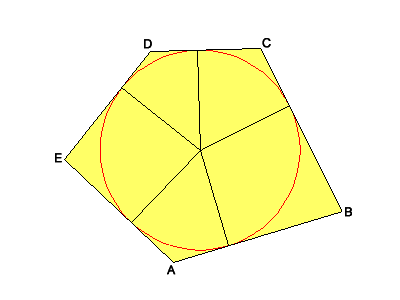
五角形とその内接円

初等幾何学において、与えられた多角形の内接円（ないせつえん、英: incircle）は、その多角形に内接 (inscribe) する—この場合はその多角形の内部にあり全ての辺に接する—円を言う。内接円の中心を内心 (incenter) という。
全ての多角形に内接円が存在するわけではないが、全ての三角形と正多角形には内接円が存在する。内接円が存在する場合、その多角形の内部にある最大面積の円になる。

## 三角形の内接円

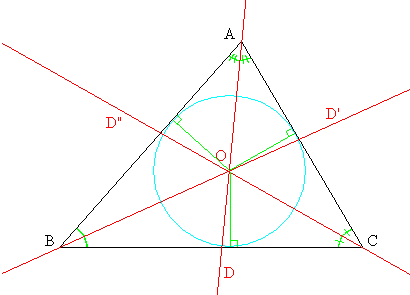
三角形の内接円と角の二等分線

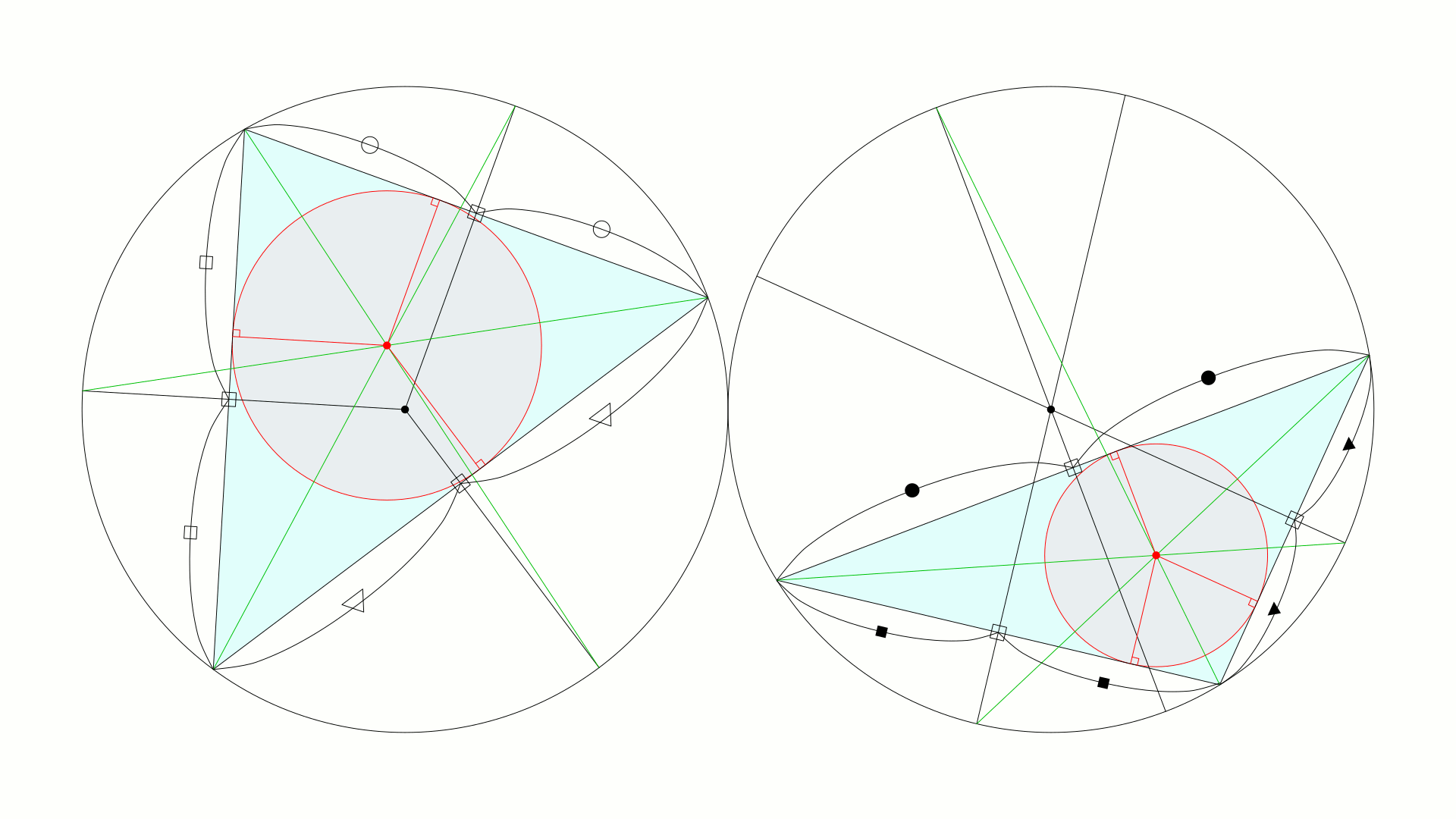
三角形において、ある頂点と、その対辺の垂直二等分線の延長線上にある外接円(円周)との交点（対辺からみて三角形の外側の方）を結ぶ直線は、
その頂点の内角を二等分する直線となっている。（図中に緑の直線で示される。それらの交点は当該三角形の内接円の中心となっている。）

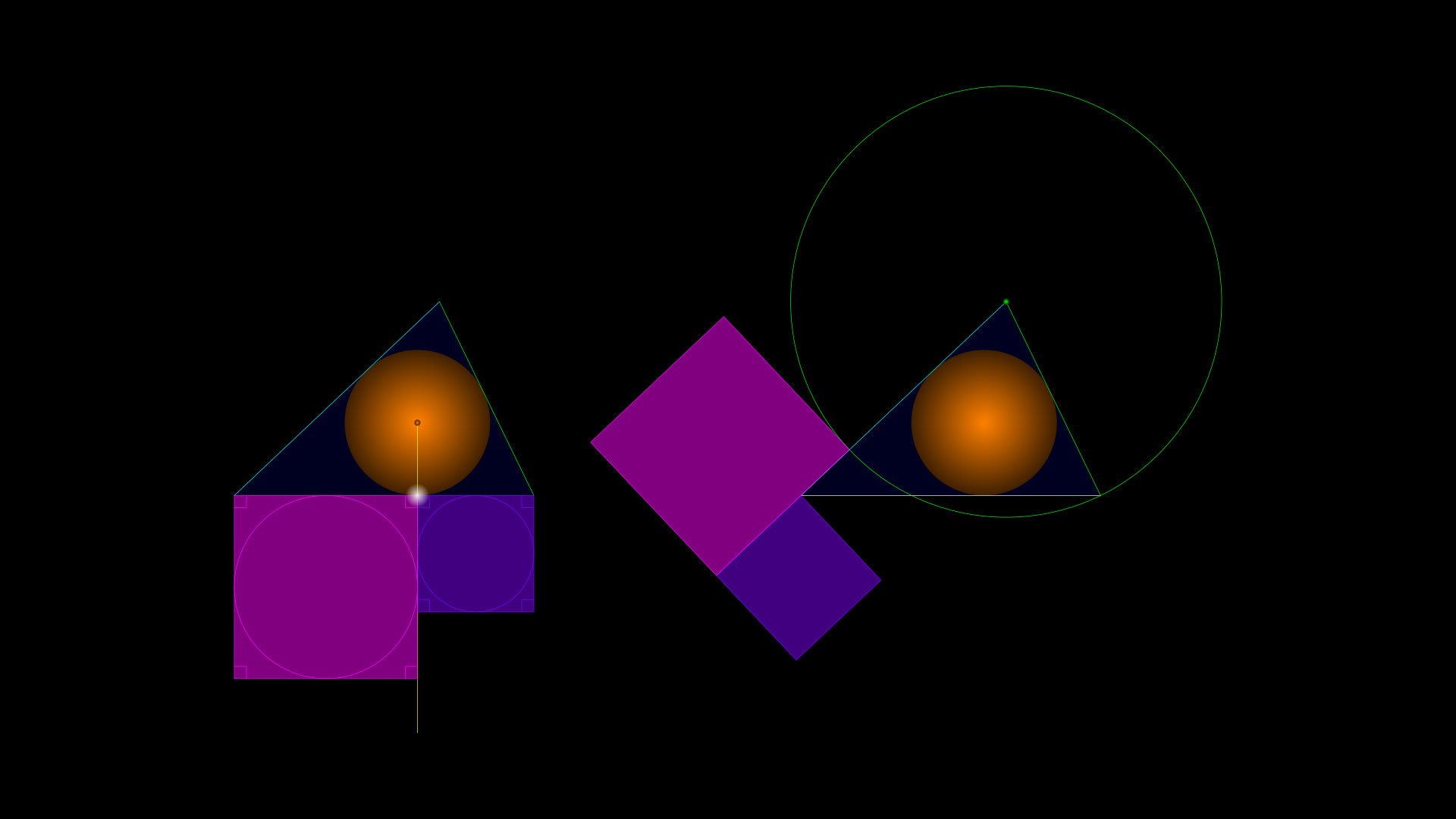
辺ＡＢＣで構成される三角形について、Ａを「当該三角形の内心からの垂線」との交点で分割してできる長さそれぞれの辺を持つ正方形同士の面積差（絶対値）は、Ａの長さと「ＢとＣの長さの差（絶対値）」との積と等しくなる。

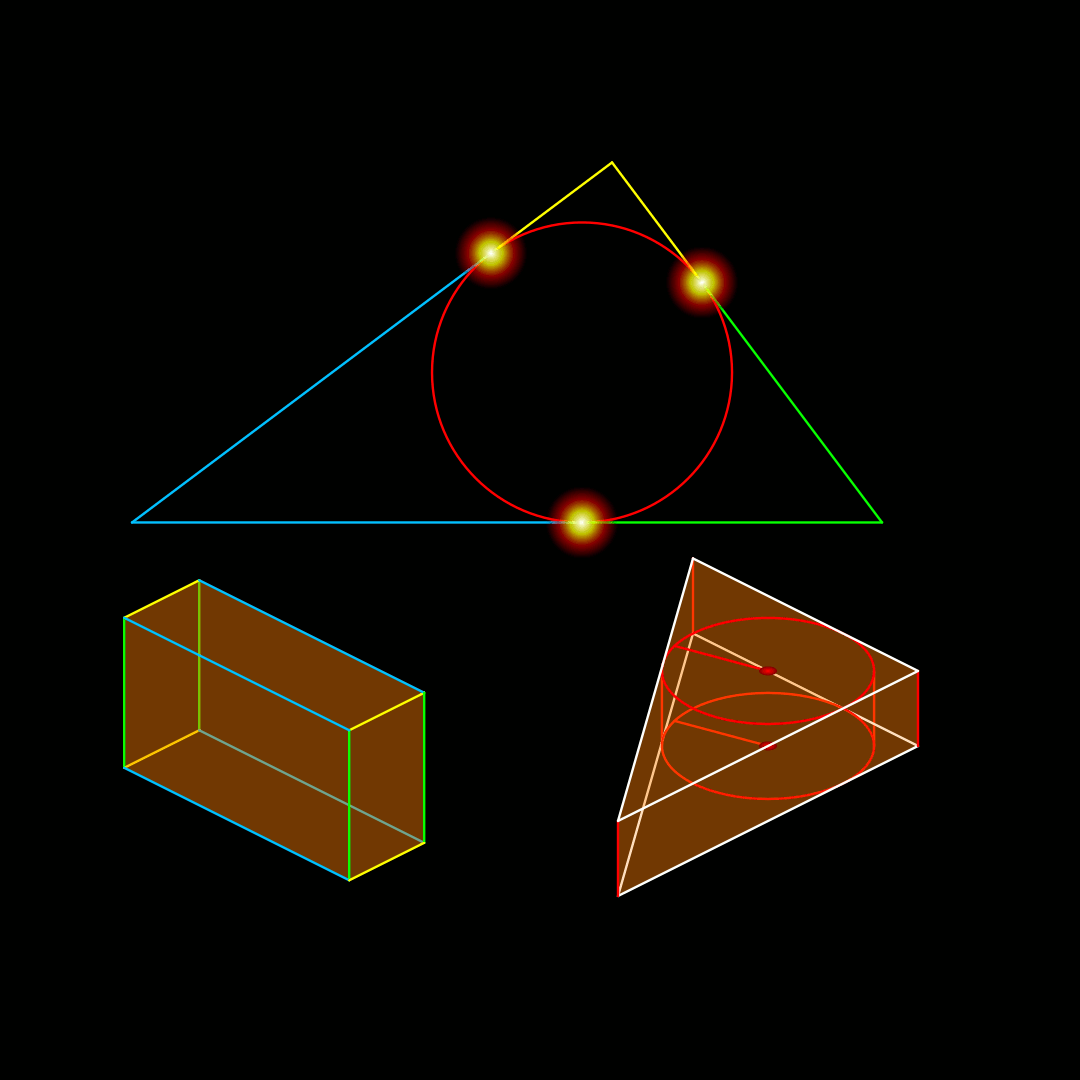
三角形の内接円の〔半径〕は、『三種類の「頂点から内接円との接点までの距離」の辺を持つ直方体』と同じ体積の『同じ三角形を面に持つ柱』の〔高さ〕と等しくなる。

任意の三角形に内接円が存在する。内心は3つの角の二等分線の交点である。
内接円の他に、三角形の外部に1辺と2辺の延長線に接する円が存在する。これを傍接円という。傍接円は1つの三角形に対し3つ存在する。

## 四角形の内接円
四角形に内接円が存在する必要十分条件は
- 全ての内角が180度以下
- AB + CD = BC + DA

である。凧形・菱形などが該当する。
内接円の中心と2本の対角線の中点は、同一直線上にある（ニュートンの定理）。
内接円・外接円の両方を持つ四角形を双心四角形という。

## 一般の多角形の内接円
多角形に内接円が存在する場合、その半径は
半径 = 2 × 面積 ÷ 周長
で求められる。